# Ide mélanote
Leuciscus idus
Pour les articles homonymes, voir Ide.
Espèce
Statut de conservation UICN

 LC  : Préoccupation mineure
L’Ide mélanote (Leuciscus idus) est une espèce de poissons potamodromes c'est-à-dire de rivière. Cette espèce est recherchée par les pêcheries et pour la pêche sportive ou l'aquariophilie. Des variétés particulières ont été élevées par les pisciculteurs, dont une variété rouge dite orfe présentée à l'Exposition de pisciculture de Paris de décembre 1928.

## Caractéristiques
- Taille maximale du mâle : 76 cm.
- Poids maximum connu : 4 kg.
- Longévité maximale connue : 20 ans.

## Répartition
À l'origine cantonné dans certains fleuves d'Europe et d'Asie, il a été depuis introduit dans plusieurs pays européens et aux États-Unis pour ses qualités esthétiques.

## Alimentation
Il se nourrit d'insectes, de mollusques et de crustacés. Les plus grands individus se nourrissent également de petits poissons.

## Statut environnemental
En France, il est placé sur la liste des espèces protégées de l'arrêté du 8 septembre 1988. La destruction ou l'enlèvement des œufs, la destruction, l'altération ou la dégradation des milieux particuliers, et notamment des lieux de reproduction, désignés par arrêté préfectoral, sont interdits.
Là où il a été introduit, il ne présente pas une menace pour le milieu environnant.